# 마차

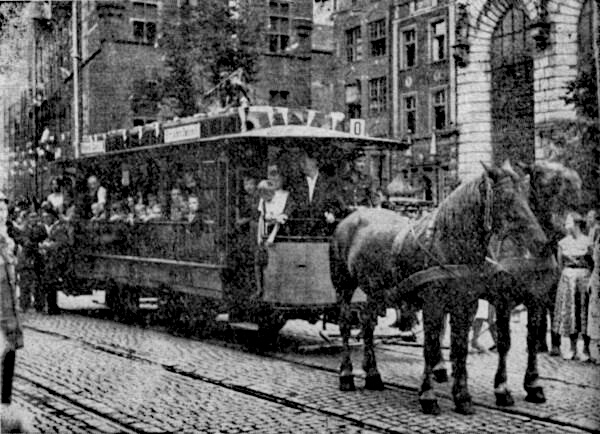
독일 단치히(현재 폴란드 그단스크)의 말전차 호르스카

마차(馬車, 영어: horse-drawn vehicle)는 말이 끄는 수레로, 사람이나 짐을 나르는 데 사용된다. 왜건·카트·코치·캐리지·역마차·포장마차 등이 있다. 또 바퀴 수에 따라 2륜마차, 4륜마차 등으로 나뉘며, 마차를 끄는 말의 수에 따라 쌍두마차, 4두마차로 나뉜다. 현대적인 교통수단의 원조로 볼 수 있는 마차는 버스나 철도와 비슷한 역할을 했다. 현재는 자동차로 대체되었다.

## 각국의 마차

### 영국
영국은 마차가 아주 중요한 이동 수단으로 부각되었고, 역사적, 전통적인 상징과도 같은 존재였다.

### 쿠바
쿠바는 마차가 인기 이동수단으로 자리잡고 있다. 미국의 對쿠바 경제 제재를 받는 상태에서 석유 금수 조치로 원유 조달이 더 어렵게 되자, 쿠바인들은 말을 교통 수단으로 활용했고, 이 내용은 KBS 1TV의 《걸어서 세계속으로》를 통해 소개된 적이 있다.

## 같이 보기
- 달구지
- 수레
- 손수레